# 回肠

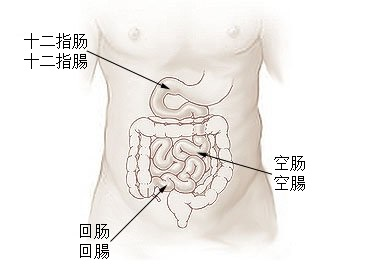
小肠分为三段，十二指肠（Duodenum），空肠（Jejunum），回肠（Ileum）

在人体解剖学中，回肠是人的消化器官之一。回肠（Ileum）是小肠的最后一段，在十二指肠和空肠的下面。人的回肠约占小肠全长的五分之三，约有2－4米长。回肠内的pH值通常在7至8之間（中性或略偏碱性）。
回肠多盘于腹腔右下部，借小肠繫膜连于腹后壁，移动性大，在人体常为腹股沟疝囊中的主要内容。回肠粘膜的环状皱襞和绒毛都不如空肠发达，但孤立淋巴小结特别是集合淋巴小结的数量则远比空肠要多。下面与盲肠相接，回肠与盲肠之间有回盲瓣。回肠的主要功能是吸收营养，如维生素B12、胺基酸等。